# Buron (Allier)
Der Buron ist ein Fluss in Frankreich, der im Département Puy-de-Dôme in der Region Auvergne-Rhône-Alpes verläuft. Er entspringt im Gemeindegebiet von Chaptuzat, entwässert generell in östlicher Richtung und mündet nach rund 31 Kilometern im Gemeindegebiet von Saint-Priest-Bramefant als linker Nebenfluss in den Allier. Ein weiterer Mündungsarm erreicht etwa 900 Meter nördlich einen Seitenarm des Allier. In seinem Oberlauf quert der Buron die Bahnstrecke Saint-Germain-des-Fossés–Nîmes, in seinem Mittelteil die Bahnstrecke Vichy–Riom.

## Orte am Fluss
(Reihenfolge in Fließrichtung)
- Chaptuzat
- Aigueperse
- Pruns, Gemeinde Bussières-et-Pruns
- Villeneuve-les-Cerfs
- Saint-Clément-de-Régnat
- Barnazat, Gemeinde Saint-Denis-Combarnazat
- Beaumont-lès-Randan
- Mons
- Le Guérinet, Gemeinde Saint-Priest-Bramefant